# Rimma Michailowna Iwanowa
Rimma Michailowna Iwanowa (russisch Римма Михайловна Иванова, geboren am 15. Junijul. / 27. Juni 1894greg. in Stawropol, Russisches Kaiserreich; gefallen am 9. Septemberjul. / 22. September 1915greg. nahe Mokraja Dubrawa, Gouvernement Minsk, Russisches Kaiserreich) war eine russische Krankenschwester, die für ihren Einsatz im Ersten Weltkrieg posthum mit dem Orden des Heiligen Georg ausgezeichnet wurde. Sie ist damit – neben Katharina II. und Marie in Bayern – eine von drei Frauen, die während des Russischen Kaiserreichs dergestalt geehrt wurden. Seit 2016 ist selbige Ehrenbürgerin ihrer Heimatstadt.

## Leben
Iwanowa war die Tochter des Geistlichen Michail Pawlowitsch Iwanow und dessen Frau Jelena Nikanorowna. Sie erhielt eine höhere Bildung und war Schülerin am Olginskaja-Frauengymnasium in Stawropol. Während ihrer Schulzeit rettete Iwanowa einen Nichtschwimmer aus einem Teich. Bereits als Kind soll sie geäußert haben, dass sie Soldat werden wolle.
Nach ihrem Schulabschluss begann sie an der Semstwo-Schule in Petrowskoje als Lehrerin zu arbeiten. Trotz der widrigen Bedingungen - die Schule war beispielsweise nicht mit eigenen Räumlichkeiten ausgestattet. - erarbeitete sich Iwanowa einen guten Ruf als pflichtbewusste und fleißige Lehrkraft, die ihre Schüler zu sehr guten Leistungen anspornte.

## Militärdienst
Iwanowa war 20 Jahre alt, als die Mobilmachung zum Ersten Weltkrieg in Russland begann. (Siehe zum sozialen Hintergrund auch: Ostfront: Ausgangslage im Russischen Reich) Iwanowa wurde durch die Legenden des „Kavallerie-Mädchens“ Nadeschda Andrejewna Durowa zur Teilnahme am freiwilligen Militärdienst inspiriert – gegen den Widerstand ihrer Eltern.
Am 7. September 1914 begann Iwanowa den Dienst als Krankenschwester an ihrem ersten Einsatzort, dem Stawropol-Diözesen-Krankenhaus Nr. 2. Das Krankenhaus im Nordkaukasus war zwar in Alarmbereitschaft, da militärische Konflikte mit der Türkei erwartet wurden – es blieb aber weitgehend ruhig im Vergleich zu den Hauptfronten, sodass Iwanowa um eine Versetzung in ein anderes Regiment bat. Sie hatte sich zuvor in einem Militärmuseum und einer Militärbibliothek informiert.
Um in einer Kampfeinheit dienen zu können, schnitt sie ihre Haare kurz und meldete sich unter dem männlichen Namen „Iwan Iwanow“. Sie wurde am 17. Januar 1915 in das 83. Infanterieregiment aufgenommen, das bereits zu Friedenszeiten in Stawropol stationiert worden war. Nach einem kurzen Heimaturlaub wurde sie dem 105. Infanterieregiment zugeteilt, in dem auch ihr jüngerer Bruder, Wladimir Iwanow, als Militärarzt diente.
Bei den Schlachten im Sommer 1915 fiel Iwanowa als besonders mutig auf, sie blieb nicht im Lazarett, sondern versorgte verwundete Soldaten direkt an der Front – entgegen mehrfacher Bitten ihrer Vorgesetzten und ihres Bruders.
Iwanowa beteiligte sich an einem Sturmangriff, der erfolgte, nachdem die beiden kommandierenden Offiziere bereits gefallen waren.

## Posthum
Am 22. September übermittelte der Kommandant des 31. Armeekorps, General Mischtschenko, ein Telegramm an den Gouverneur Stawropols, dass Rimma Iwanowa mit dem Russischen Orden des Heiligen Georg vierter Klasse ausgezeichnet werden möge, da sie bei einem Sturmangriff als Heldin gefallen sei.
Bei ihrer Beerdigung am 24. September sagte der Priester:

„Frankreich hat eine Jungfrau von Orleans – Jeanne d’Arc. Russland hat das Mädchen von Stawropol – Rimma Iwanowa. Ihr Name wird fortan für immer in den Königreichen der Welt leben.“

Durch die militärische Ehrung wurde Iwanowa einer breiteren Öffentlichkeit bekannt, insbesondere auch, da Zar Nikolaus II. persönlich die Verleihung des Ordens genehmigte. Dies war notwendig, da Iwanowa als Krankenschwester nicht Teil der „kämpfenden Einheiten“ war, aber für einen militärischen Orden vorgeschlagen wurde. Nach der Beerdigung mit militärischen Ehren wurden Bildungsstipendien in ihrem Namen eingerichtet. In der Schule, in der sie ihren Abschluss erwarb, wurde eine Gedenktafel installiert, 20.000 Flugblätter mit ihrem Porträt wurden verteilt. Die Schule, an der sie als Lehrerin tätig gewesen war, wählte sie als Namenspatin.
Noch 1915 wurde ihre Geschichte Gegenstand eines Propagandafilms „Heldentat der Schwester der Gnade Rimma Michailowna Iwanowa“. Dieser Film rief allerdings so weitreichende Kritik unter Soldaten hervor, dass von weiteren Vorführungen abgesehen wurde.

## Film
- Святая Римма auf YouTube, 4. April 2018.